# Robert Franklin Muirhead
Robert Franklin Muirhead (1860-1941) est un mathématicien écossais. Il a découvert ce qu'on appelle l'inégalité de Muirhead.

## Formation
Robert Franklyn Muirhead est né en janvier 1860 à Shawlands, un quartier de Glasgow. Il reçoit sa première éducation par des enseignants privés, et à l'école du village de Lochwinnoch, dans le Renfrewshire.
Après des études à la Hamilton Academy (en) et la Paisley Grammar school, il entre à l'université de Glasgow, où obtient un baccalauréat (B. Sc.) (1879) et une maîtrise (M. A.) (1881), avec les meilleurs résultats en mathématiques et philosophie naturelle et il obtient une bourse Ferguson. Ensuite il obtient une bourse George A. Clark de quatre ans, ce qui lui permet de continuer ses études au St. Catharine’s College de l'université de Cambridge. Il gagne en 1886 le prix Smith pour son travail sur les lois du mouvement de Newton. Il passe aussi une année à l'université de Göttingen,.

## Carrière professionnelle

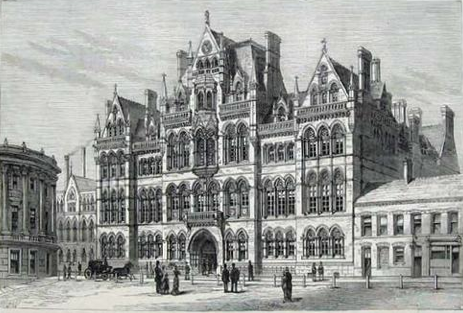
Mason Science College, Edmund Street, Birmingham. Sur le site de l'actuelle Bibliothèque Centrale.

Encore boursier, Muirhead fait des cours à l’université de Glasgow; puis il est de 1891 à 1893 enseignant de mathématiques au Mason Science College à Birmingham. Il s'installe en 1893 à Glasgow, où il enseigne les mathématiques, la physique, les sciences de l'ingénieur. Il y fonde le Glasgow Tutorial College dont il supervise l'évolution pendant quarante ans.
Muirhead publie de nombreux articles de mathématiques dans les Proceedings et les Edinburgh Mathematical Notes de la Edinburgh Mathematical Society, et dans la Mathematical Gazette, le journal de la Mathematical Association (en). Les sujets sont le plus souvent élémentaires; ainsi, il a publié un grand nombre de démonstrations du théorème du binôme pour un exposant entier positif. Il est connu pour ses articles sur les inégalités, et notamment comme auteur de ce qui est maintenant appelé la théorie de l'inégalité de Muirhead.

## Honneurs
Muirhead est élu membre de la Edinburgh Mathematical Society en février 1884, et élu deux fois comme son président (en 1899 et 1909). Il est élu membre honoraire de la société en 1912.